# Čierne Račkovo pliesko
Čierne Račkove pliesko je jezero ve skupině Račkových ples v Račkově dolině v Západních Tatrách na Slovensku. Má rozlohu 0,03 ha. Dosahuje maximální hloubky 1 m. Leží v nadmořské výšce 1677 m.

## Okolí
Okolí jezera je travnaté. Nachází se v nejvyšší části Račkovy doliny zvané Račkov Zadok ve vzdálenosti 400 m pod Suchým Račkovým plesem. Na západě se tyčí Jakubina a na východě Klin.

## Vodní režim
Do západního konce přitéká občasné rameno Račkové ze Suchého Račkova plesa, které z plesa odtéká přes louku zpět do potoka.

## Přístup
Kolem plesa prochází  žlutá turistická značka přístupná pěšky v období od 16. června do 31. října. Je to jediné pojmenované oficiálně přístupné Račkovo pleso.
- po  žluté turistické značce z Račkovy doliny.
- po  žluté turistické značce z Račkova sedla na hlavním hřebeni Západních Tater.